# Saint-Vaize
Saint-Vaize – miejscowość i gmina we Francji, w regionie Nowa Akwitania, w departamencie Charente-Maritime.
Według danych na rok 1990 gminę zamieszkiwało 477 osób, a gęstość zaludnienia wynosiła 103 osób/km² (wśród 1467 gmin regionu Poitou-Charentes Saint-Vaize plasuje się na 567. miejscu pod względem liczby ludności, natomiast pod względem powierzchni na miejscu 1087.).